# Fête des Sept Poissons
 (janvier 2024).
La Fête des Sept Poissons (en italien : Festa dei sette pesci) est une célébration italo-américaine du réveillon de Noël avec des plats de poisson et autres fruits de mer,. Il ne s'agit pas d'une « fête » au sens de « fête », mais plutôt d'un grand repas. La veille de Noël est un jour de veillée ou de jeûne, et l'abondance de fruits de mer reflète l'observance de l'abstinence de viande jusqu'à la fête de Noël elle-même,.

## Origines et traditions
La Fête des Sept Poissons se compose généralement de sept plats de fruits de mer différents. La tradition vient du sud de l'Italie, où elle est connue sous le nom de La Vigile ( La Vigilia ). Cette célébration commémore l'attente, la Vigilia di Natale, de la naissance à minuit de l'enfant Jésus. La longue tradition de manger des fruits de mer la veille de Noël date de la tradition catholique romaine de s'abstenir de manger de la viande la veille d'une fête. Comme aucune viande ou graisse animale ne pouvait être utilisée ces jours-là, les catholiques pratiquants mangeaient plutôt du poisson (généralement frit dans l'huile). On ne sait pas exactement quand ni où le terme « Fête des Sept Poissons » a été popularisé. La première mention connue se trouve dans The Philadelphia Inquirer en 1983,.
Le repas comprend sept poissons ou plus considérés comme traditionnels. "Sept poissons" en tant que concept ou nom fixe est inconnu en Italie. Dans certaines familles italo-américaines, on ne compte pas le nombre de plats de poisson. Un plat bien connu est le baccalà (morue salée). La coutume de célébrer avec un simple poisson tel que le baccalà reflète les coutumes de régions historiquement pauvres du sud de l'Italie, ainsi que des facteurs saisonniers. Des éperlans frits, des calamars et d'autres types de fruits de mer ont été incorporés au dîner du réveillon de Noël au fil des ans.
Le chiffre sept peut provenir des sept sacrements de l'Église catholique, ou des sept collines de Rome, ou d'une autre source. Il n’y a pas d’accord général sur sa signification,.

## Fête typique
Les composants du repas peuvent inclure une combinaison d'anchois, de merlan, de homard, de sardines, de baccalà ( morue salée séchée), d'Osmeridae éperlans, d'anguilles, de calamars, de poulpes, de crevettes, de moules et de palourdes. Le menu peut également inclure des pâtes, des légumes, des pâtisseries et du vin.

### Plats populaires

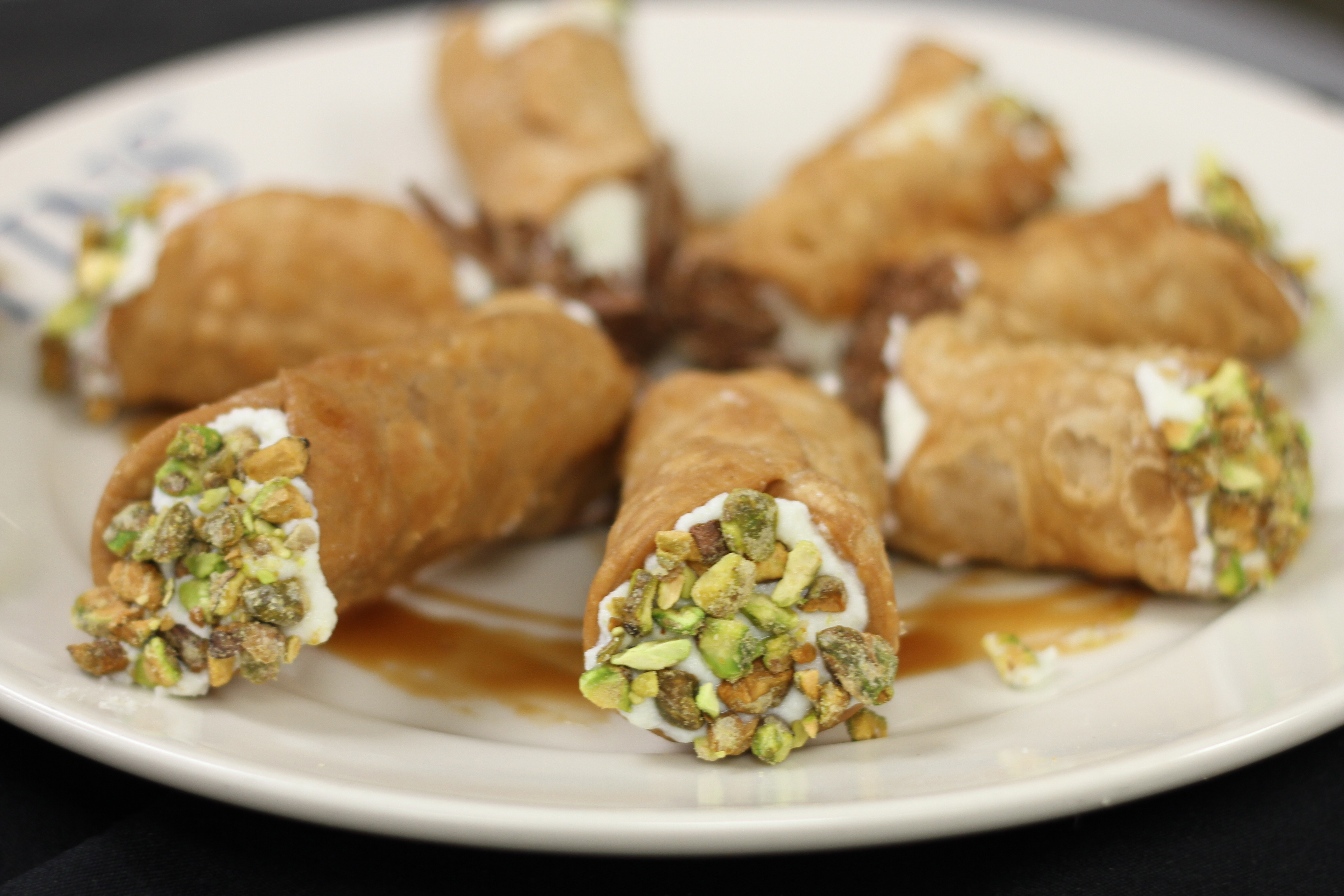
Cannoli servis à la Fête des Sept Poissons

## Dans la culture populaire
- Le roman graphique Le Festin des Sept Poissons, écrit par Robert Tinnell (2005 ; (ISBN 0976928809) ), a été transformé en un long métrage également intitulé Le Festin des sept poissons, mettant en vedette Madison Iseman et Skyler Gisondo, sorti le 15 novembre 2019[6].
- Iron Chef Showdown avait le festin des sept poissons comme ingrédient secret[7].
- Dans la saison 2, épisode 6 de The Bear, la famille Berzatto se retrouve pour un repas dysfonctionnel des Sept Poissons et discute de l'origine du festin[8].
- If You Give Me Seven Fishes, une chanson écrite et interprétée par l'artiste Tony Trov dans le style de Louis Prima, est sortie sur Spotify, Apple Music et Youtube en 2023[9],[10].

## Voir également
- Cuisine italo-américaine
- Liste des plats de Noël
- Liste des événements gastronomiques